# Negishi-Linie
| Negishi-Linie beim Bahnhof Yokohama |                   |                            |                           |
| |                   |                            |                           |
| Streckenlänge: | 22,1 km           |                            |                           |
| Spurweite: | 1067 mm (Kapspur) |                            |                           |
| Stromsystem: | 1500 V =          |                            |                           |
| Streckengeschwindigkeit: | 95 km/h           |                            |                           |
| Zweigleisigkeit: | ganze Strecke     |                            |                           |
| |                   |                            |                           |
| Gesellschaft: | JR East           |                            |                           |
| \| \| \| ← Sōtetsu-Hauptlinie \| 1926– \| \| \| \| → Tōyoko-Linie \| 1926–2004 \| \| \| \| → Tōyoko-Linie \| 2004– \| \| \| \| ↔ Yokosuka-Linie \| 1889– \| \| \| \| ↔ Tōkaidō-Hauptlinie \| 1887– \| \| \| \| → Keihin-Tōhoku-Linie \| 1914– \| \| \| \| ↔ Keikyū-Hauptlinie \| 1931– \| \| \| 0,0 \| Yokohama (横浜) \| 1915– \| \| \| \| → Minatomirai-Linie \| 2004– \| \| \| \| Takashimachō \| 1928–2004 \| \| \| \| → Takashima-Linie \| 1964– \| \| \| 2,0 \| Sakuragichō (桜木町) \| 1872– \| \| \| \| Ōoka-gawa \| \| \| \| 3,0 \| Kannai (関内) \| 1964– \| \| \| 3,8 \| Ishikawachō (石川町) \| 1964– \| \| \| \| Stadtautobahn K3 \| \| \| \| \| Nakamura-gawa \| \| \| \| \| (3 Tunnel) \| \| \| \| 5,0 \| Yamate (山手) \| 1964– \| \| \| \| Yaguchidai-Tunnel (662 m) \| \| \| \| \| → Honmoku-Linie \| 1969– \| \| \| 7,1 \| Negishi (根岸) \| 1964– \| \| \| \| Horiwari-gawa \| \| \| \| 9,5 \| Isogo (磯子) \| 1964– \| \| \| 11,1 \| Shin-Sugita (新杉田) \| 1970– \| \| \| \| → Kanazawa Seaside Line \| 1989– \| \| \| \| \| \| \| \| \| ↔ Keikyū-Hauptlinie \| 1930– \| \| \| \| (3 Tunnel) \| \| \| \| 14,1 \| Yōkōdai (洋光台) \| 1970– \| \| \| \| \| \| \| \| \| Yokohama-Yokosuka-Autobahn \| \| \| \| \| (2 Tunnel) \| \| \| \| 16,0 \| Kōnandai (港南台) \| 1973– \| \| \| \| 2. Hino-Tunnel (1181 m) \| \| \| \| \| \| \| \| \| 18,5 \| Hongōdai (本郷台) \| 1973– \| \| \| \| \| \| \| \| \| ←↓ Tōkaidō-Hauptlinie \| 1887– \| \| \| \| ← Dreamland Monorail \| 1966–1967 \| \| \| 22,1 \| Ōfuna (大船) \| 1888– \| \| \| \| → Yokosuka-Linie \| 1889– \| \| \| \| ↓ Shōnan Monorail \| 1970– \| |                   |                            |                           |
| Strecke quer · Kopfbahnhof Streckenende und quer |                   | ← Sōtetsu-Hauptlinie       | 1926–                     |
| Strecke von links (außer Betrieb) · Strecke quer (außer Betrieb) · Strecke quer (außer Betrieb) · Bahnhof quer (Strecke außer Betrieb) |                   | → Tōyoko-Linie             | 1926–2004                 |
| Strecke (außer Betrieb) · Strecke von links (im Tunnel) · Bahnhof quer (im Tunnel) |                   | → Tōyoko-Linie             | 2004–                     |
| Kreuzung geradeaus oben (Strecke geradeaus außer Betrieb) · Strecke quer · Kreuzung mit oberirdischer Strecke (im Tunnel) · Bahnhof quer |                   | ↔ Yokosuka-Linie           | 1889–                     |
| Kreuzung geradeaus oben (Strecke geradeaus außer Betrieb) · Strecke quer · Kreuzung mit oberirdischer Strecke (im Tunnel) · Bahnhof quer |                   | ↔ Tōkaidō-Hauptlinie       | 1887–                     |
| Strecke (außer Betrieb) · Strecke von links · Kreuzung mit oberirdischer Strecke (im Tunnel) · Bahnhof quer |                   | → Keihin-Tōhoku-Linie      | 1914–                     |
| Kreuzung geradeaus oben (Strecke geradeaus außer Betrieb) · Kreuzung geradeaus oben · Kreuzung mit oberirdischer Strecke (im Tunnel) · Bahnhof quer |                   | ↔ Keikyū-Hauptlinie        | 1931–                     |
| Strecke (außer Betrieb) · Strecke · Strecke (im Tunnel) | 0,0               | Yokohama (横浜)            | 1915–                     |
| Strecke (außer Betrieb) · Strecke · Strecke nach links (im Tunnel) · Strecke quer (im Tunnel) |                   | → Minatomirai-Linie        | 2004–                     |
| Haltepunkt / Haltestelle (Strecke außer Betrieb) · Strecke |                   | Takashimachō               | 1928–2004                 |
| Strecke (außer Betrieb) · Abzweig geradeaus und von links · Strecke Tunnelanfang und quer |                   | → Takashima-Linie          | 1964–                     |
| Kopfbahnhof Streckenende (Strecke außer Betrieb) · Bahnhof | 2,0               | Sakuragichō (桜木町)       | 1872–                     |
| Brücke über Wasserlauf |                   | Ōoka-gawa                  | Ōoka-gawa                 |
| Bahnhof | 3,0               | Kannai (関内)              | 1964–                     |
| Haltepunkt / Haltestelle | 3,8               | Ishikawachō (石川町)       | 1964–                     |
| |                   | Stadtautobahn K3           |                           |
| Brücke über Wasserlauf |                   | Nakamura-gawa              | Nakamura-gawa             |
| Tunnel |                   | (3 Tunnel)                 | (3 Tunnel)                |
| Haltepunkt / Haltestelle | 5,0               | Yamate (山手)              | 1964–                     |
| Tunnel |                   | Yaguchidai-Tunnel (662 m)  | Yaguchidai-Tunnel (662 m) |
| Abzweig geradeaus und von links |                   | → Honmoku-Linie            | 1969–                     |
| Haltepunkt / Haltestelle | 7,1               | Negishi (根岸)             | 1964–                     |
| Brücke über Wasserlauf |                   | Horiwari-gawa              | Horiwari-gawa             |
| Haltepunkt / Haltestelle | 9,5               | Isogo (磯子)               | 1964–                     |
| | 11,1              | Shin-Sugita (新杉田)       | 1970–                     |
| Strecke · U-Bahn-Strecke nach links |                   | → Kanazawa Seaside Line    | 1989–                     |
| Tunnel |                   |                            |                           |
| Kreuzung geradeaus oben |                   | ↔ Keikyū-Hauptlinie        | 1930–                     |
| Tunnel |                   | (3 Tunnel)                 | (3 Tunnel)                |
| Haltepunkt / Haltestelle | 14,1              | Yōkōdai (洋光台)           | 1970–                     |
| Tunnel |                   |                            |                           |
| |                   | Yokohama-Yokosuka-Autobahn |                           |
| Tunnel |                   | (2 Tunnel)                 | (2 Tunnel)                |
| Haltepunkt / Haltestelle | 16,0              | Kōnandai (港南台)          | 1973–                     |
| Tunnel |                   | 2. Hino-Tunnel (1181 m)    | 2. Hino-Tunnel (1181 m)   |
| Tunnel |                   |                            |                           |
| Haltepunkt / Haltestelle | 18,5              | Hongōdai (本郷台)          | 1973–                     |
| Tunnel |                   |                            |                           |
| Abzweig geradeaus und von rechts |                   | ←↓ Tōkaidō-Hauptlinie      | 1887–                     |
| U-Bahn-Strecke von rechts (außer Betrieb) · Strecke |                   | ← Dreamland Monorail       | 1966–1967                 |
| U-Bahn-Kopfbahnhof Streckenende (Strecke außer Betrieb) | 22,1              | Ōfuna (大船)               | 1888–                     |
| Abzweig geradeaus und nach links · U-Bahn-Kreuzung mit Eisenbahn geradeaus oben |                   | → Yokosuka-Linie           | 1889–                     |
| U-Bahn-Strecke |                   | ↓ Shōnan Monorail          | 1970–                     |

Die Negishi-Linie (jap. 根岸線, Negishi-sen) ist eine Eisenbahnstrecke auf der japanischen Insel Honshū, die von der Bahngesellschaft JR East betrieben wird. Im Süden der Metropolregion Tokio verläuft sie zum größten Teil auf dem Gebiet der Millionenstadt Yokohama in der Präfektur Kanagawa. Dabei verbindet sie den Hauptbahnhof mit den Stadtteilen an der Küste und der Nachbarstadt Kamakura. In betrieblicher Hinsicht ist die Negishi-Linie eine integrale Fortsetzung der Keihin-Tōhoku-Linie, die Yokohama mit Tokio und Saitama verbindet. Aus diesem Grund ist häufig auch von der Keihin-Tōhoku-Negishi-Linie (京浜東北根岸線, Keihin-Tōhoku-Negishi-sen) die Rede.

## Streckenbeschreibung
Wie in Japan üblich ist die Negishi-Linie in Kapspur (1067 mm) verlegt. Sie ist 22,1 km lang, vollständig zweigleisig ausgebaut und mit 1500 V Gleichspannung elektrifiziert. Bedient werden zwölf Bahnhöfe (einschließlich der Endbahnhöfe), die Höchstgeschwindigkeit beträgt 95 km/h. Benannt ist die Linie nach der Negishi-Bucht, die an die Bucht von Tokio grenzt.
Nördlicher Ausgangspunkt der Linie ist der Bahnhof Yokohama, wo sie unmittelbar mit den Gleisen der Keihin-Tōhoku-Linie verbunden ist. Sie führt zunächst südostwärts durch das Stadtzentrum nach Sakuragichō. Dieser Streckenabschnitt verlief einst unmittelbar an der Küste entlang, aufgrund jahrzehntelanger Landgewinnung ist sie nun mehr als einen Kilometer entfernt. Ungefähr in der Mitte zwischen den beiden Bahnhöfen mündet die Takashima-Linie ein, die ausschließlich dem Güterverkehr dient und durch das Hafengebiet nach Tsurumi führt. Die Negishi-Linie wendet sich allmählich nach Südwesten, durchquert dabei in vier Tunneln einen Hügelzug und erreicht die Hafenanlagen an der Negishi-Bucht. Im Bahnhof Negishi mündet von Osten her die Honmoku-Linie der Kanagawa Rinkai Tetsudō ein, die wie die Takashima-Linie ausschließlich von Güterzügen befahren wird.
Die Negishi-Linie folgt in südlicher Richtung dem Rand des Hafens. Unmittelbar nach Shin-Sugita, wo Anschluss an die Kanazawa Seaside Line besteht, biegt die Strecke nach Westen ab. Sie kreuzt die Keikyū-Hauptlinie auf einer Brücke und durchquert in sieben hintereinander folgenden Tunneln ein hügeliges Gebiet. Westlich von Hongōdai trifft sie auf die Tōkaidō-Hauptlinie und folgt dieser auf parallel verlaufenden Gleisen südwärts bis zum Bahnhof Ōfuna am nördlichen Stadtrand von Kamakura. Zwischen Hongōdai und Ōfuna besteht ein Übergang zur Tōkaidō-Güterlinie.

## Züge
Der Fahrplan der Negishi-Linie ist in jenen der daran anschließenden Keihin-Tōhoku-Linie integriert. Durchgehende Nahverkehrszüge verbinden den Bahnhof Ōmiya in der Präfektur Saitama mit Ueno, Tokio, Shinagawa, Kawasaki, Yokohama und Ōfuna. Dabei wendet etwa ein Drittel aller Züge bereits in Isogo. Mit Ausnahme der Randstunden gibt es keine Züge, die ausschließlich auf der Negishi-Linie verkehren. Ebenso besteht eine enge Verknüpfung der Negishi-Linie mit der Yokohama-Linie: Dabei werden werktags zwischen 9 und 15 Uhr sowie an Wochenenden zwischen 9 und 17 Uhr drei Eilzüge je Stunde angeboten, die von Sakuragichō über Yokohama nach Hachiōji verkehren; hinzu kommen Nahverkehrszüge von Sakuragichō nach Hashimoto (wobei während der Hauptverkehrszeit vereinzelt ab und bis Ōfuna gefahren wird).
In der Regel verkehren tagsüber sieben bis zehn Züge je Stunde, während der Hauptverkehrszeit 12 bis 14. Wegen der Überschneidung mit der Yokohama-Linie werden auf dem Abschnitt zwischen den Bahnhöfen Yokohama und Sakuragichō bis zu 20 Züge stündlich angeboten. Der Takt ist generell etwas weniger dicht als auf der Keihin-Tōhoku-Linie, da die Negishi-Linie zwischen Sakuragichō und Ōfuna auch regen Güterverkehr zu den Hafenanlagen aufnehmen muss. Güterzüge von JR Freight erreichen die Strecke auf der Takashima-Linie, der Honmoku-Linie und der Tōkaidō-Güterlinie. Deren Hauptziel ist die Erdölraffinerie von Nippon Oil neben dem Bahnhof Negishi.
Ab 27. April 1996 bot JR East auch die Hamakaji-Schnellzüge an. Diese verkehrten an Wochenenden und Feiertagen von Kamakura über die Negishi-Linie nach Yokohama und von dort aus weiter über Hachiōji, Kōfu und Shiojiri nach Matsumoto. Aufgrund gesunkener Nachfrage wurden sie am 3. Januar 2019 eingestellt.

## Geschichte
Der Abschnitt nördlich des Bahnhofs Sakuragichō ist Teil der ältesten Bahnstrecke Japans, die Yokohama mit Tokio verband. Er wurde am 12. Juni 1872 provisorisch eröffnet, am 14. Oktober desselben Jahres auch offiziell. Die Aufnahme des Güterverkehrs erfolgte knapp elf Monate später am 15. September 1873. Sakuragichō war über vier Jahrzehnte lang der Hauptbahnhof der Stadt und fast alle Personenzüge der Tōkaidō-Hauptlinie hielten hier. Zur Vermeidung des Kopfbahnhofs bestand seit 1898 eine Abkürzungsstrecke nach Hodogaya. An dieser entstand 1915 der Bahnhof Yokohama (beim heutigen U-Bahnhof Takashimachō), der aber bereits acht Jahre später beim Großen Kantō-Erdbeben zerstört wurde. 1928 ersetzte man ihn durch einen etwas weiter nördlich gelegenen Neubau.
Das Eisenbahnamt des Kabinetts (das spätere Eisenbahnministerium) elektrifizierte einen Teil der Tōkaidō-Hauptlinie, sodass ab 20. Dezember 1914 von Sakuragichō aus Vorortszüge in Richtung Tokio verkehrten. Dies war die Keimzelle der heutigen Keihin-Tōhoku-Linie. 1920 präsentierte das Ministerium ein Projekt zur Verlängerung der elektrischen Vorortsbahn. Die Strecke sollte ab Sakuragichō zunächst entlang dem Fluss Oōka bis nach Hodogaya führen. Anschließend war ein zusätzliches Gleispaar parallel zur Tōkaidō-Hauptlinie bis Ōfuna vorgesehen. Dieser Plan wurde nach dem Erdbeben von 1923 aufgegeben. 14 Jahre später erschien im Anhang des Eisenbahnbaugesetzes vom 31. März 1937 ein neues Projekt für den Bau einer Strecke von Sakuragichō nach Kita-Kamakura, die Grundlage der späteren Negishi-Linie.

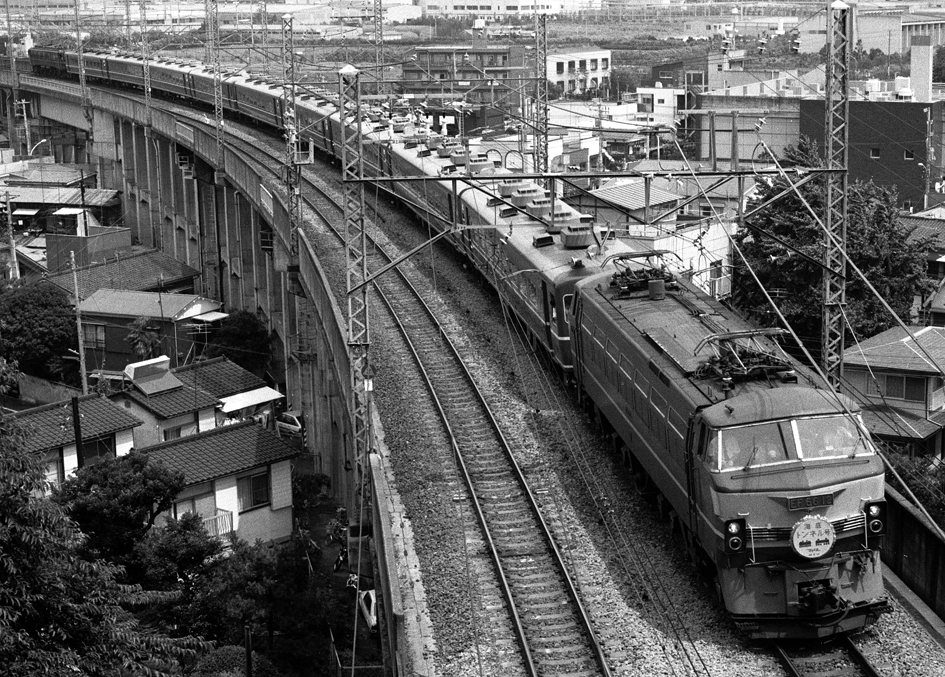
Zug bei Yōkōdai (1984)

Am 24. April 1951 ereignete sich bei der Einfahrt eines Zuges in den Bahnhof Sakuragichō ein schwerer Unfall, bei dem 105 Menschen ums Leben kamen. 1957 fiel der Beschluss, den 20 Jahre zuvor präsentierten Plan in veränderter Form umzusetzen. Die Japanische Staatsbahn eröffnete am 19. Mai 1964 das Teilstück zwischen Sakuragichō und Isogo, wobei die verlängerte Strecke die neue Bezeichnung Negishi-Linie erhielt. Am 17. März 1970 verlängerte sie die Negishi-Linie nach Yōkōdai und am 9. April 1973 nach Ōfuna.
Mit der Eröffnung einer Zweigstrecke der durch das Hafengebiet verlaufenden Takashima-Linie verkehrten ab 1. Juni 1964 zwischen Sakuragichō und Isogo auch Güterzüge. Die Staatsbahn dehnte den Güterverkehr am 1. Oktober 1973 bis nach Ōfuna aus, zog ihn aber am 1. Februar 1984 nach Isogo zurück. Im Rahmen der Staatsbahnprivatisierung ging die Strecke am 1. April 1987 in den Besitz der neuen Gesellschaft JR East über, während JR Freight den Güterverkehr übernahm und ihn zum Teil wieder bis Ōfuna betrieb.
Auf einem Viadukt parallel zur Negishi-Linie, zwischen den Bahnhöfen Yokohama und Sakuragichō, verlief seit dem 31. März 1932 die Tōyoko-Linie. Die Tōkyū Dentetsu zog diese Linie am 30. Januar 2004 zurück und begann zwei Tage später ihre Züge auf die neue Minatomirai-Linie zu leiten, die im Bahnhof Yokohama beginnt. Daraufhin ließ die Stadtverwaltung den nicht mehr benötigten Viadukt zu einer urbanen Grünfläche umgestalten und machte ihn zwischen 2006 und 2011 als Tōyoko Flower Green Road der Öffentlichkeit zugänglich.

## Liste der Bahnhöfe

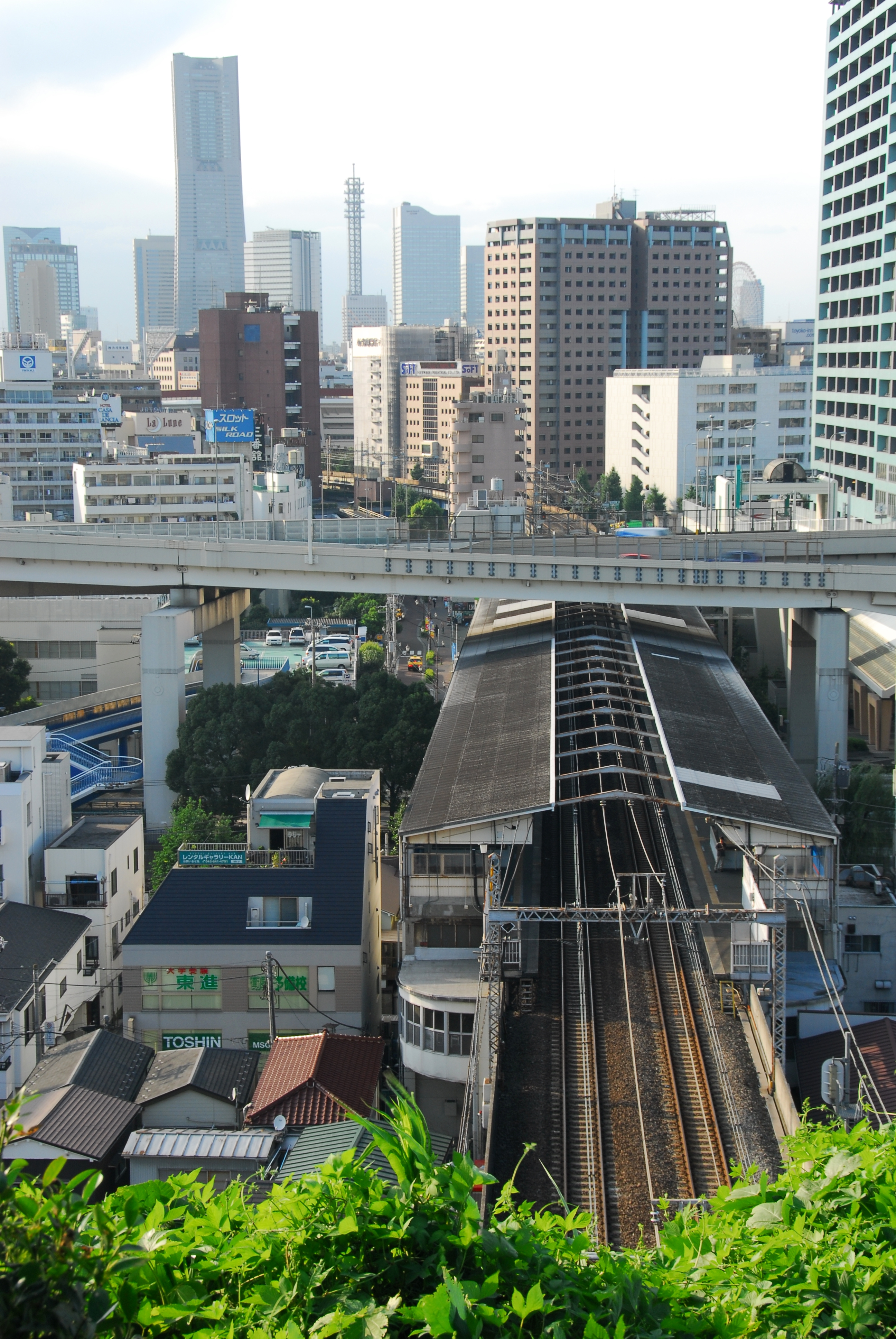
Bahnhof Ishikawachō
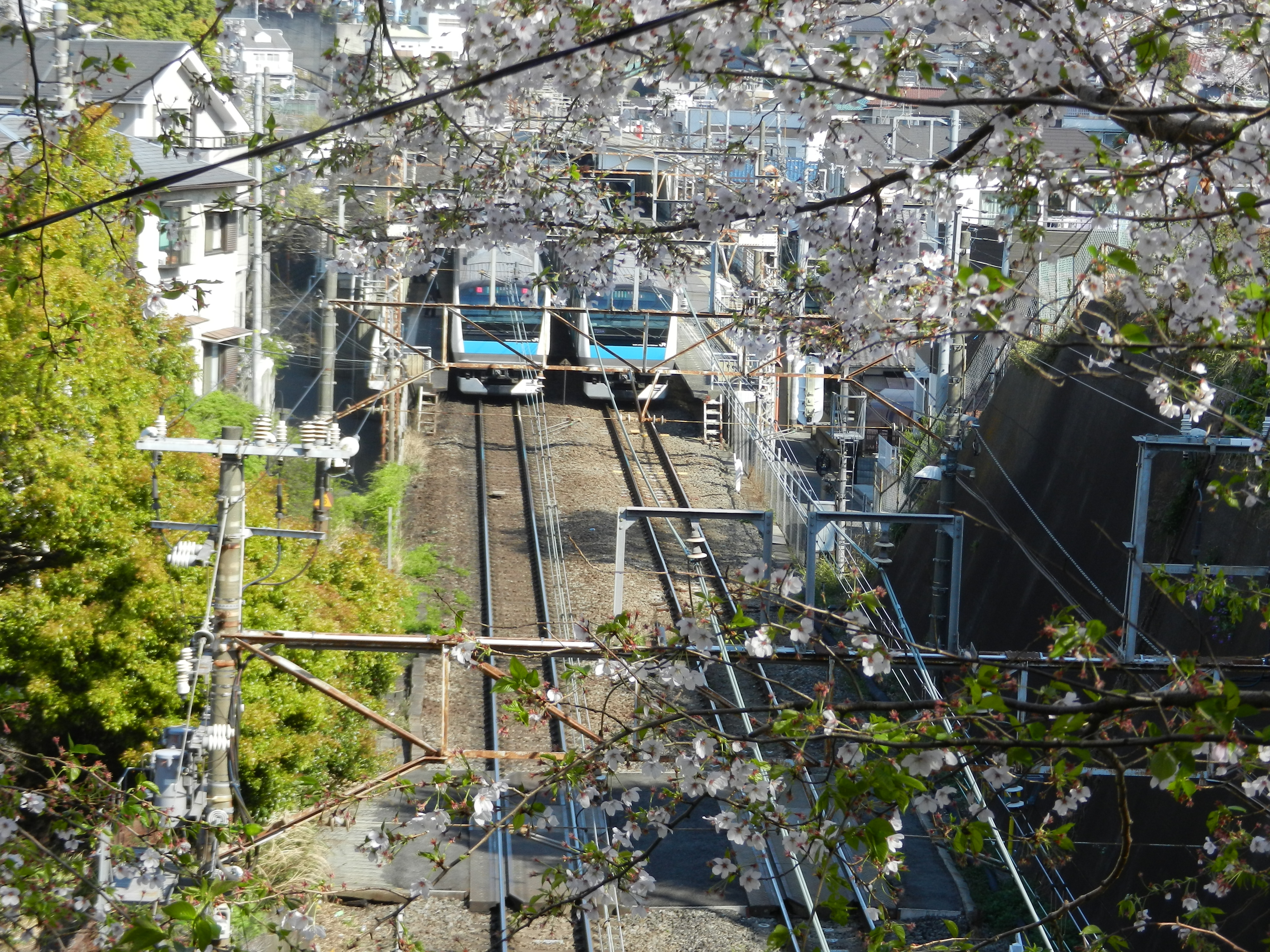
Bahnhof Yamate
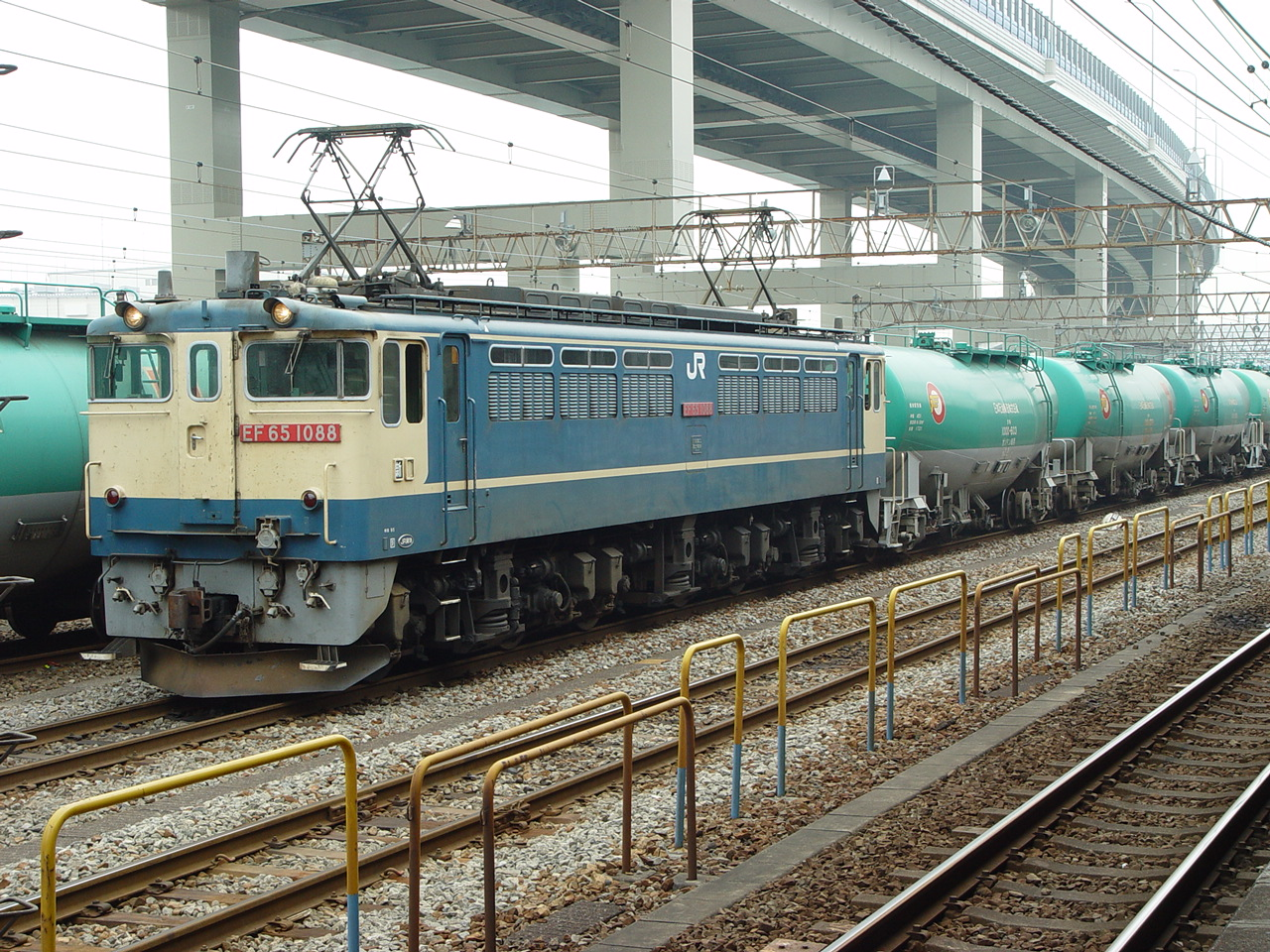
Kesselwagenzug neben dem Bahnhof Negishi

| Name | Name                 | km   | Anschlusslinien | Lage   | Ort                |
| ---- | -------------------- | ---- | --- | ------ | ------------------ |
| JK12 | Yokohama (横浜)      | 00,0 | Tōkaidō-Hauptlinie Keihin-Tōhoku-Linie Yokosuka-Linie Tōyoko-Linie Keikyū-Hauptlinie Sōtetsu-Hauptlinie U-Bahn Yokohama: Blaue Linie Minatomirai-Linie | Koord. | Nishi-ku, Yokohama |
| JK11 | Sakuragichō (桜木町) | 02,0 | U-Bahn Yokohama: Blaue Linie | Koord. | Naka-ku, Yokohama  |
| JK10 | Kannai (関内)        | 03,0 | U-Bahn Yokohama: Blaue Linie | Koord. | Naka-ku, Yokohama  |
| JK09 | Ishikawachō (石川町) | 03,8 | | Koord. | Naka-ku, Yokohama  |
| JK08 | Yamate (山手)        | 05,0 | | Koord. | Naka-ku, Yokohama  |
| JK07 | Negishi (根岸)       | 07,1 | | Koord. | Isogo-ku, Yokohama |
| JK06 | Isogo (磯子)         | 09,5 | | Koord. | Isogo-ku, Yokohama |
| JK05 | Shin-Sugita (新杉田) | 11,1 | Kanazawa Seaside Line im Bhf. Sugita: Keikyū-Hauptlinie                                                                                                | Koord. | Isogo-ku, Yokohama |
| JK04 | Yōkōdai (洋光台)     | 14,1 | | Koord. | Isogo-ku, Yokohama |
| JK03 | Kōnandai (港南台)    | 16,0 | | Koord. | Kōnan-ku, Yokohama |
| JK02 | Hongōdai (本郷台)    | 18,5 | | Koord. | Sakae-ku, Yokohama |
| JK01 | Ōfuna (大船)         | 22,1 | Tōkaidō-Hauptlinie Shōnan-Shinjuku-Linie Yokosuka-Linie Shōnan Monorail                                                                                | Koord. | Kamakura           |